# Весна Читаковић
Весна Читаковић (рођена 3. фебруар 1979, Ужице) је бивша српска одбојкашица и члан одбојкашке репрезентације Србије,  и њен капитен. Играла је на позицији средњег блокера.
Највеће успехе постигла је као члан репрезентације на Светском првенству 2006. освојивши бронзану медаљу и на Европском првенству 2007. освојивши сребрну медаљу. 